# Euporus cupreifrons
Euporus cupreifrons là một loài bọ cánh cứng trong họ Cerambycidae.